# Xã Harmon, Quận Washington, Arkansas
Xã Harmon (tiếng Anh: Harmon Township) là một xã thuộc quận Washington, tiểu bang Arkansas, Hoa Kỳ. Năm 2010, dân số của xã này là 1.093 người.